# Port lotniczy Cape Palmas
Port lotniczy Cape Palmas (ang. Cape Palmas Airport, IATA: CPA, ICAO: GLCP) – szósty co do wielkości liberyjski port lotniczy położony w Greenville.